# Илья-Гранди-ди-Гурупа
И́лья-Гра́нди-ди-Гурупа́ (порт. Ilha Grande de Gurupá) — второй по величине речной остров в дельте Амазонки. В административном плане относится к муниципалитету Гурупа.

## География

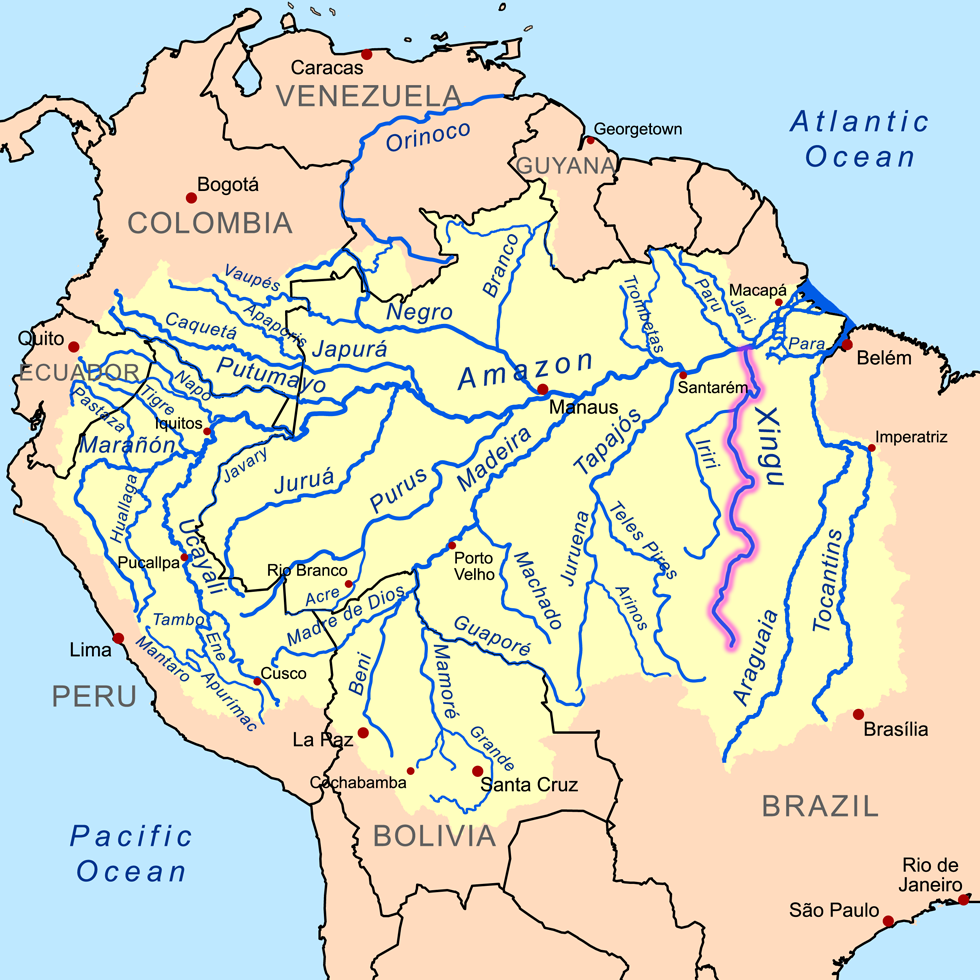
Карта бассейна Амазонки. Фиолетовым цветом выделена река Шингу, восточнее её устья - остров Илья-Гранди-ди-Гурупа.

Остров образован аллювиальными наносами реки Амазонки, сильно заболочен и покрыт густой сельвой. Расположен западнее острова Маражо, после впадения в Амазонку реки Шингу. Площадь острова составляет 4864 км². На острове имеется большое количество небольших рек.

## История
Из-за выгодного положения вблизи устья Амазонки в начале XVII века на острове (который в то время назывался «Токужус») попытались обосноваться англичане и голландцы. В 1620 году их поселения были уничтожены португальцами при поддержке местных индейцев. После этого португальцами в районе устья реки Можу был построен форт Сан-Антониу-ди-Гурупа.

## Охрана природы
На острове расположена Территория устойчивого природопользования Итатупа-Бакиа, установленная президентским декретом от 14 июня 2005 года.